# 山中伸一

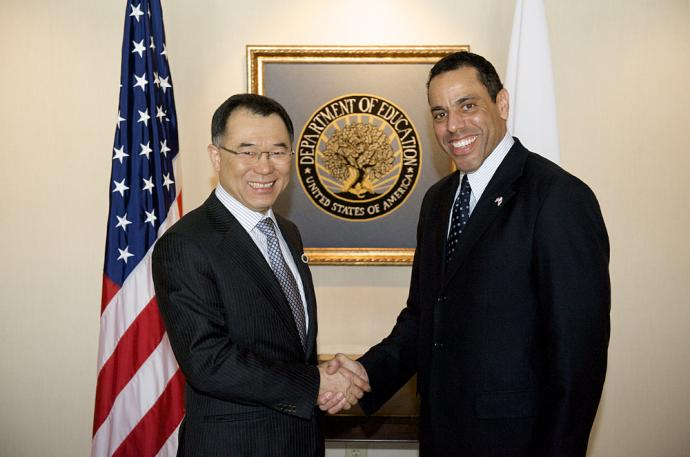
2012年3月12日、アメリカ合衆国教育省にて教育副長官アンソニー・ミラー（右）と

山中 伸一（やまなか しんいち、1954年3月13日 - ）は、日本の文部科学官僚。学校法人角川ドワンゴ学園理事長。文部省（現・文部科学省）に入省し、内閣審議官（教育再生会議担当室副室長）、スポーツ・青少年局長、文部科学事務次官を歴任。退官後に駐ブルガリア特命全権大使（2016年 - 2017年）、ドワンゴ取締役（2018年 - ）を歴任。山梨県生まれ。消費者庁長官の板東久美子は入省同期。

## 略歴
- 1972年 - 山梨県立都留高等学校卒業
- 1977年3月 - 東京大学法学部卒業
- 1977年4月 - 文部省（現・文部科学省）に入省。文化庁文化部著作権課
- 1992年4月 ~ 1995年3月 - 横浜国立大学大学院国際経済法学研究科助教授
- 文化庁文化財保護部記念物課長
- 文部省高等教育局学生課長
- 内閣官房内閣内政審議室教育改革国民会議担当室副室長
- 2001年1月 - 大臣官房主任教育改革官
- 2001年 - 文部科学省生涯学習政策局政策課長
- 2002年8月 - 文部科学省大臣官房総務課長
- 2004年7月 - 大臣官房審議官（初等中等教育局担当）
- 2006年7月 - 高等教育局私学部長
- 2006年10月 - 教育再生会議担当室副室長
- 2008年2月 - 大臣官房付（併・内閣官房内閣審議官、命・内閣官房教育再生懇談会担当室長）
- 2008年8月 - スポーツ・青少年局長
- 2009年7月 - 官房長
- 2010年7月 - 初等中等教育局長
- 2012年1月 - 文部科学審議官（文教担当）
- 2013年7月 - 文部科学事務次官[1]
- 2015年8月 - 退官（文部科学省顧問）
- 2016年6月17日 - 駐ブルガリア特命全権大使[2]
- 2017年3月30日 - 文部科学省天下り問題に関与していた責任を取り、駐ブルガリア特命全権大使を辞任する意向を表明[3]。
- 2017年5月19日 - 辞任[4]。
- 2017年12月1日 - 株式会社ドワンゴ顧問、薫化舎コンサルタンツ相談役[5]
- 2018年2月1日 - 株式会社ドワンゴ取締役
- 2018年6月20日 - 学校法人角川ドワンゴ学園理事長[6]
- 2024年3月～ 2024年12月 - 「福岡城天守の復元的整備を考える懇談会」座長

## 人物
- 公益法人制度改革前は生涯学習政策局の所管だった一般財団法人の交流会に、官房長時代・初等中等教育局長時代・事務次官時代に来賓として出席している[7]。
- 2013年9月11日・12日に開催された民間団体主催のコンベンション「東京セミナー」の2日目に、「グローバル化と日本の教育」というテーマで講演を行った。山中はこの中で、イギリスのタイムズ紙の付録冊子「タイムズ・ハイアー・エデュケーション」が発表する世界大学ランキング上位200校に入る日本の大学を、2020年までに10校ぐらいまでに増やすのが目標であると述べた[8]。
- 官民協働海外留学創出（トビタテ!留学JAPAN）事業の「留学促進広報戦略本部」の本部長に就任し[9]、 同 AKB48〔公式〕動画の2分2秒から自らもダンスを踊って広報宣伝に努めた[10]。
- 2014年7月13日に民間企業主催のコンベンション「国際女性ビジネス会議」に出席し、「未来を動かす子どもたちを育てる」と題した分科会のパネルディスカッションでパネリストを務めた[11]。
- 文部科学省顧問に就任してからも精力的に講演をこなしており、パソナでは在日留学生を対象にした合同企業説明会『JOB博』の基調講演を行っていたが[12]、パソナ・グループの迎賓館「仁風林」で接待を受けた政・財・官界人の中で、マスコミに名前が取り沙汰され批判されるほど濃厚な関係にあったことが発覚した[13]。